# Lurbe-Saint-Christau
Lurbe-Saint-Christau (en béarnais Lurbe-Sent-Cristau ou Lùrbẹ-Sén-Cristau) est une commune française située dans le département des Pyrénées-Atlantiques, en région Nouvelle-Aquitaine. C'est une petite station thermale dont les eaux cuivreuses sont efficaces dans le traitement de certaines dermatoses et des affections des muqueuses.
Le gentilé est Lurban.

## Géographie

### Localisation
La commune de Lurbe-Saint-Christau se trouve dans le département des Pyrénées-Atlantiques, en région Nouvelle-Aquitaine.
Elle se situe à 43 km par la route de Pau, préfecture du département, et à 11 km d'Oloron-Sainte-Marie, sous-préfecture.
Les communes les plus proches sont : 
Asasp-Arros (1,1 km), Eysus (3,2 km), Escot (4,1 km), Issor (4,6 km), Gurmençon (4,8 km), Agnos (5,6 km), Sarrance (7,0 km), Bidos (7,2 km).
Sur le plan historique et culturel, Lurbe-Saint-Christau fait partie de la province du Béarn, qui fut également un État et qui présente une unité historique et culturelle à laquelle s’oppose une diversité frappante de paysages au relief tourmenté.

### Communes limitrophes
Les communes limitrophes sont  Asasp-Arros, Escot, Eysus et Oloron-Sainte-Marie.
|             | Eysus                |                     |
| Asasp-Arros | Lurbe-Saint-Christau | Oloron-Sainte-Marie |
|             | Escot                |                     |

### Hydrographie

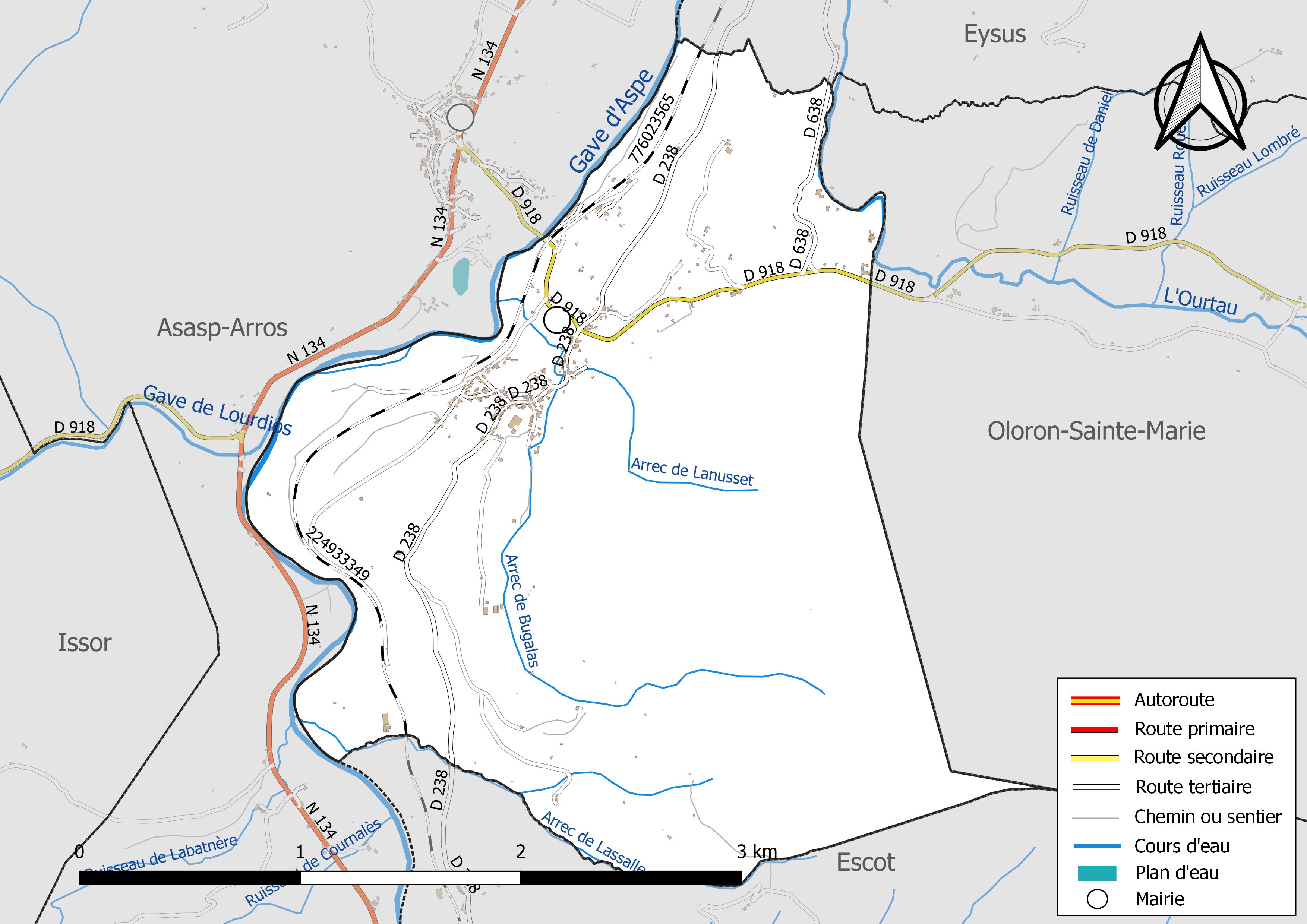
Réseaux hydrographique et routier de Lurbe-Saint-Christau.

La commune est drainée par le gave d'Aspe, l'Ourtau, l’Arrec de Bugalas, l’Arrec de Lanusset, l’Arrec de Lassalle, un bras du gave d'Aspe, et par divers petits cours d'eau, constituant un réseau hydrographique de 9 km de longueur totale,.
Le gave d'Aspe, d'une longueur totale de 58,1 km, prend sa source dans le cirque d'Aspe, au pied du mont Aspe (2 643 mètres), en Espagne, et s'écoule du sud vers le nord. Il traverse la commune et se jette dans le gave d'Oloron à Oloron-Sainte-Marie, après avoir traversé 17 communes.
L'Ourtau, d'une longueur totale de 12,8 km, prend sa source dans la commune d'Oloron-Sainte-Marie et s'écoule du sud-est vers le nord-ouest. Il traverse la commune et se jette dans le gave d'Aspe à Eysus, après avoir traversé 3 communes.

### Climat
Pour des articles plus généraux, voir Climat de la Nouvelle-Aquitaine et Climat des Pyrénées-Atlantiques.
Historiquement, la commune est exposée à un climat de montagne.  
En 2020, Météo-France publie une typologie des climats de la France métropolitaine dans laquelle la commune est toujours exposée à un climat de montagne et est dans la région climatique Pyrénées atlantiques, caractérisée par une pluviométrie élevée (>1 200 mm/an) en toutes saisons, des hivers très doux (7,5 °C en plaine) et des vents faibles.
Pour la période 1971-2000, la température annuelle moyenne est de 12,9 °C, avec une amplitude thermique annuelle de 13,2 °C. Le cumul annuel moyen de précipitations est de 1 501 mm, avec 11,3 jours de précipitations en janvier et 9,5 jours en juillet. Pour la période 1991-2020, la température moyenne annuelle observée sur la station météorologique la plus proche, située sur la commune d'Oloron-Sainte-Marie à 9 km à vol d'oiseau, est de 13,1 °C et le cumul annuel moyen de précipitations est de 1 491,4 mm,. Pour l'avenir, les paramètres climatiques de la commune estimés pour 2050 selon différents scénarios d’émission de gaz à effet de serre sont consultables sur un site dédié publié par Météo-France en novembre 2022.

### Milieux naturels et biodiversité

#### Réseau Natura 2000
Le réseau Natura 2000 est un réseau écologique européen de sites naturels d'intérêt écologique élaboré à partir des Directives « Habitats » et « Oiseaux », constitué de zones spéciales de conservation (ZSC) et de zones de protection spéciale (ZPS).
Un site Natura 2000 a été défini sur la commune au titre de la « directive Habitats » : « le gave d'Aspe et le Lourdios (cours d'eau) », d'une superficie de 1 595 ha, un vaste réseau de torrents d'altitude et de cours d'eau de coteaux à très bonne qualité des eaux,.

#### Zones naturelles d'intérêt écologique, faunistique et floristique
L’inventaire des zones naturelles d'intérêt écologique, faunistique et floristique (ZNIEFF) a pour objectif de réaliser une couverture des zones les plus intéressantes sur le plan écologique, essentiellement dans la perspective d’améliorer la connaissance du patrimoine naturel national et de fournir aux différents décideurs un outil d’aide à la prise en compte de l’environnement dans l’aménagement du territoire.
Deux ZNIEFF de type 1 sont recensées sur la commune, : 
les « Crêtes et pentes du pic Mail Arrouy » (1 035,79 ha), couvrant 5 communes du département et 
le « réseau hydrographique du gave d'Aspe et ses rives » (1 207,81 ha), couvrant 23 communes du département
et deux ZNIEFF de type 2,, : 
- le « réseau hydrographique du gave d'Oloron et de ses affluents » (6 885,32 ha), couvrant 114 communes dont 2 dans les Landes et 112 dans les Pyrénées-Atlantiques[24] ;
- la « vallée d'Aspe » (54 924,87 ha), couvrant 22 communes du département[25].

## Urbanisme

### Typologie
Au 1er janvier 2024, Lurbe-Saint-Christau est catégorisée commune rurale à habitat dispersé, selon la nouvelle grille communale de densité à sept niveaux définie par l'Insee en 2022.
Elle est située hors unité urbaine. Par ailleurs la commune fait partie de l'aire d'attraction d'Oloron-Sainte-Marie, dont elle est une commune de la couronne,. Cette aire, qui regroupe 44 communes, est catégorisée dans les aires de moins de 50 000 habitants,.

### Occupation des sols

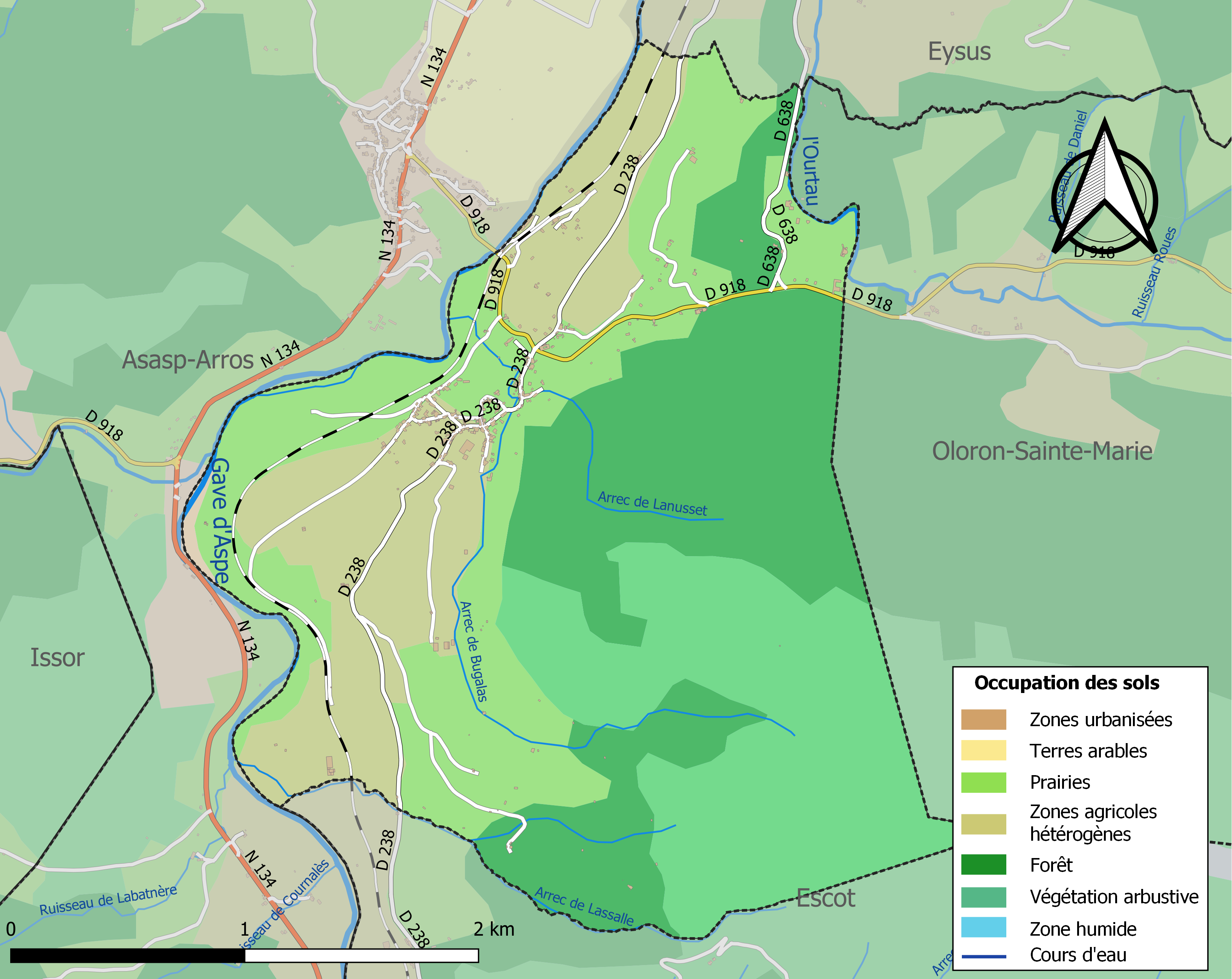
Carte des infrastructures et de l'occupation des sols de la commune en 2018 (CLC).

L'occupation des sols de la commune, telle qu'elle ressort de la base de données européenne d’occupation biophysique des sols Corine Land Cover (CLC), est marquée par l'importance des forêts et milieux semi-naturels (51,8 % en 2018), en diminution par rapport à 1990 (53,9 %). La répartition détaillée en 2018 est la suivante : 
forêts (28,4 %), prairies (26,9 %), milieux à végétation arbustive et/ou herbacée (23,3 %), zones agricoles hétérogènes (21 %), mines, décharges et chantiers (0,4 %), espaces ouverts, sans ou avec peu de végétation (0,1 %). L'évolution de l’occupation des sols de la commune et de ses infrastructures peut être observée sur les différentes représentations cartographiques du territoire : la carte de Cassini (XVIIIe siècle), la carte d'état-major (1820-1866) et les cartes ou photos aériennes de l'IGN pour la période actuelle (1950 à aujourd'hui).

### Lieux-dits et hameaux
- Lanne de Bas ;
- Lanne de Haut ;
- Village.

### Risques majeurs
Le territoire de la commune de Lurbe-Saint-Christau est vulnérable à différents aléas naturels : météorologiques (tempête, orage, neige, grand froid, canicule ou sécheresse), inondations, feux de forêts, mouvements de terrains et séisme (sismicité moyenne). Il est également exposé à un risque particulier : le risque de radon. Un site publié par le BRGM permet d'évaluer simplement et rapidement les risques d'un bien localisé soit par son adresse soit par le numéro de sa parcelle.

#### Risques naturels
Certaines parties du territoire communal sont susceptibles d’être affectées par le risque d’inondation par une crue torrentielle ou à montée rapide de cours d'eau, notamment le gave d'Aspe et l'Ourtau. La commune a été reconnue en état de catastrophe naturelle au titre des dommages causés par les inondations et coulées de boue survenues en 1982 et 2009,.
Lurbe-Saint-Christau est exposée au risque de feu de forêt. En 2020, le premier plan de protection des forêts contre les incendies (PDPFCI) a été adopté pour la période 2020-2030. La réglementation des usages du feu à l’air libre et les obligations légales de débroussaillement dans le département des Pyrénées-Atlantiques font l'objet d'une consultation de public ouverte du 16 septembre au 7 octobre 2022,.
Les mouvements de terrains susceptibles de se produire sur la commune sont des affaissements et effondrements liés aux cavités souterraines (hors mines). Afin de mieux appréhender le risque d’affaissement de terrain, un inventaire national permet de localiser les éventuelles cavités souterraines sur la commune.

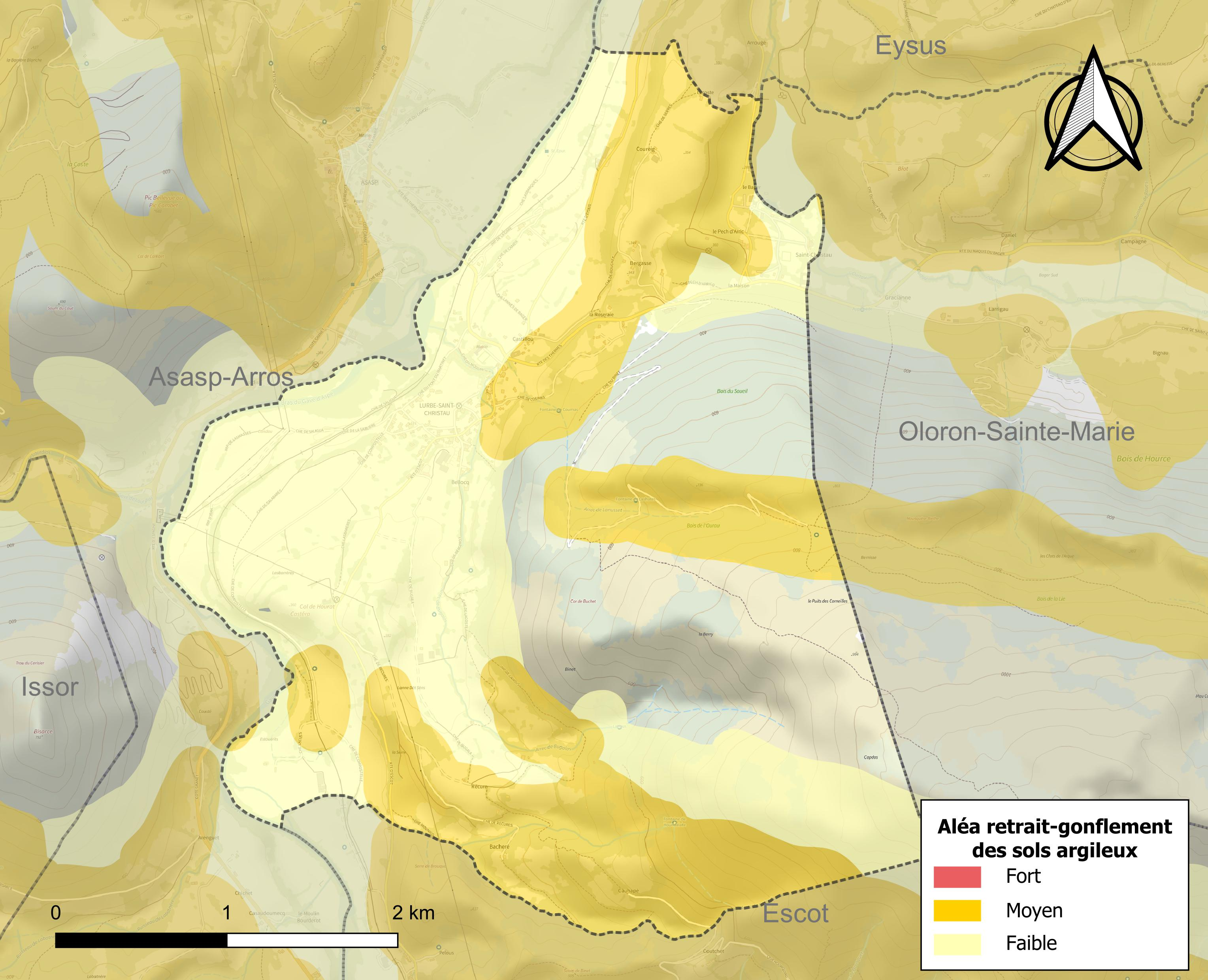
Carte des zones d'aléa retrait-gonflement des sols argileux de Lurbe-Saint-Christau.

Le retrait-gonflement des sols argileux est susceptible d'engendrer des dommages importants aux bâtiments en cas d’alternance de périodes de sécheresse et de pluie. 34,6 % de la superficie communale est en aléa moyen ou fort (59 % au niveau départemental et 48,5 % au niveau national). Depuis le 1er octobre 2020, en application de la loi ELAN, différentes contraintes s'imposent aux vendeurs, maîtres d'ouvrages ou constructeurs de biens situés dans une zone classée en aléa moyen ou fort,.

#### Risque particulier
Dans plusieurs parties du territoire national, le radon, accumulé dans certains logements ou autres locaux, peut constituer une source significative d’exposition de la population aux rayonnements ionisants. Selon la classification de 2018, la commune de Lurbe-Saint-Christau est classée en zone 2, à savoir zone à potentiel radon faible mais sur lesquelles des facteurs géologiques particuliers peuvent faciliter le transfert du radon vers les bâtiments.

## Toponymie
Le toponyme Saint-Christau apparaît sous les formes Sen-Jacme de Bager (1438, notaires d'Oloron), Sent-Xristau (vers 1443, règlement de la Cour Majour), Sanct-Cristau et Sainct-Christau (respectivement 1538 et 1675, réformation de Béarn), Saint-Cristau (1777, dénombrement d'Eysus) et le Bagès ou Saint-Christau (XVIIIe siècle, intendance de Pau).
Son nom béarnais est Lurbe-Sent-Cristau ou Lùrbẹ-Sén-Cristau.

## Histoire

### Préhistoire
Gisement azilien à la Tutte de Carrerore, fouillé par Georges Laplace (1949),.

### Moyen-Âge
Paul Raymond note que Lurbe comptait une abbaye laïque, vassale de la vicomté de Béarn.
En 1385, Lurbe dépendait du bailliage d'Oloron et comptait 74 feux.
Saint-Christau est une ancienne commanderie dépendant de l'abbaye de Sainte-Christine (Espagne).
Lurbe et Saint-Christau se sont unies en 1955.

## Politique et administration
| Période                                  | Période  | Identité         | Étiquette | Qualité             |
| ---------------------------------------- | -------- | ---------------- | --------- | ------------------- |
| ?                                        | 1971     | François Laperne |           | Menuisier-ébéniste  |
| 1971                                     | 1977     | Auguste Gimat    |           | Retraité de l'armée |
| 1977                                     | 2001     | André Carrey     |           | Comptable           |
| 2001                                     | En cours | Gérard Leprètre  |           | Transporteur        |
| Les données manquantes sont à compléter. |          |                  |           |                     |

### Intercommunalité
La commune fait partie de cinq structures intercommunales :
- la communauté de communes du Haut Béarn ;
- le syndicat d’énergie des Pyrénées-Atlantiques ;
- le syndicat de la source de la Colombe ;
- le syndicat de regroupement pédagogique des communes de Lurbe/d'Asasp-Arros et Escot;

La commune dispose d'une école maternelle.
Lurbe-Saint-Christau accueille le siège du syndicat de la source de la Colombe, du syndicat de regroupement pédagogique des communes de Lurbe/d'Asasp-Arros/Escot.

## Population et société

### Démographie
L'évolution du nombre d'habitants est connue à travers les recensements de la population effectués dans la commune depuis 1793. Pour les communes de moins de 10 000 habitants, une enquête de recensement portant sur toute la population est réalisée tous les cinq ans, les populations de référence des années intermédiaires étant quant à elles estimées par interpolation ou extrapolation. Pour la commune, le premier recensement exhaustif entrant dans le cadre du nouveau dispositif a été réalisé en 2006.

En 2022, la commune comptait 206 habitants, en évolution de +4,57 % par rapport à 2016 (Pyrénées-Atlantiques : +3,78 %, France hors Mayotte : +2,11 %).
| 1793 | 1800 | 1806 | 1821 | 1831 | 1836 | 1841 | 1846 | 1851 |
| ---- | ---- | ---- | ---- | ---- | ---- | ---- | ---- | ---- |
| 544  | 520  | 655  | 665  | 733  | 806  | 806  | 800  | 728  |

| 1856 | 1861 | 1866 | 1872 | 1876 | 1881 | 1886 | 1891 | 1896 |
| ---- | ---- | ---- | ---- | ---- | ---- | ---- | ---- | ---- |
| 609  | 561  | 523  | 513  | 511  | 458  | 448  | 412  | 410  |

| 1901 | 1906 | 1911 | 1921 | 1926 | 1931 | 1936 | 1946 | 1954 |
| ---- | ---- | ---- | ---- | ---- | ---- | ---- | ---- | ---- |
| 435  | 421  | 414  | 392  | 401  | 404  | 381  | 400  | 391  |

| 1962 | 1968 | 1975 | 1982 | 1990 | 1999 | 2006 | 2011 | 2016 |
| ---- | ---- | ---- | ---- | ---- | ---- | ---- | ---- | ---- |
| 383  | 275  | 269  | 250  | 214  | 235  | 225  | 218  | 197  |

| 2021 | 2022 | - | - | - | - | - | - | - |
| ---- | ---- | - | - | - | - | - | - | - |
| 201  | 206  | - | - | - | - | - | - | - |

## Économie
L'activité est principalement agricole (polyculture, élevage, pâturages). La commune fait partie de la zone d'appellation de l'ossau-iraty.
Une station thermale exploite les eaux ferro-cuivreuses (affections buccales et dermatologiques).

## Transport

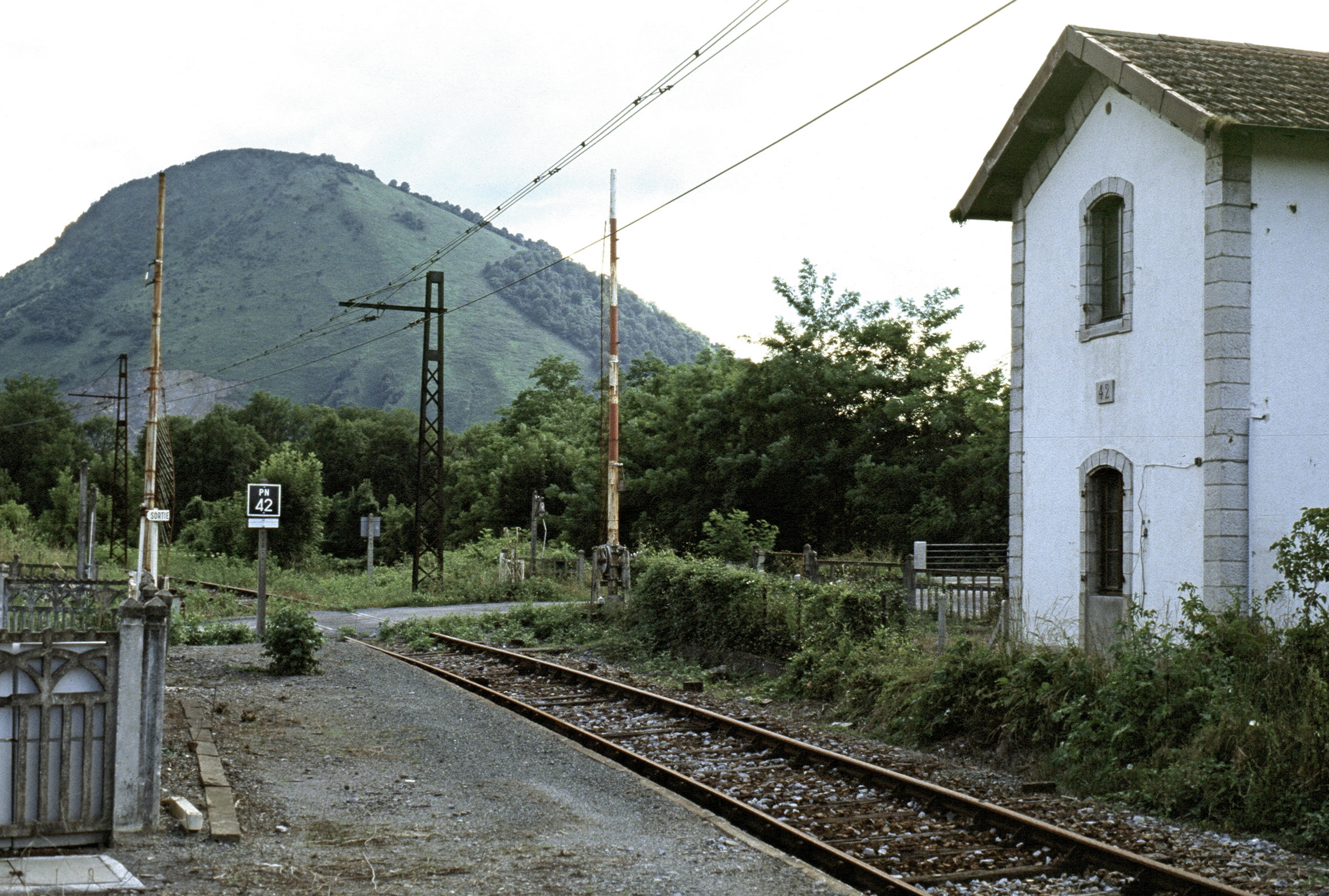
Gare de Lurbe-Saint-Christau en 1988, avant la modernisation de la voie et le déplacement de la gare.

La commune est liée à Oloron-Sainte-Marie et à toutes les villes avec la route N134 qui passe à Asasp-Arros, et secondairement la D238, route historique. La D918 relie directement de Lurbe-Saint-Christau à Arudy.
Le village est desservi par le TER Nouvelle-Aquitaine, duquel le ligne est n° 55 Pau - Bedous. À la suite de la modernisation achevée en juin 2016, la gare de Lurbe-Saint-Christau, anciennement située près du pont de Camou, a été déplacée 300m à la direction d'Oloron-Saint-Marie.

## Culture locale et patrimoine

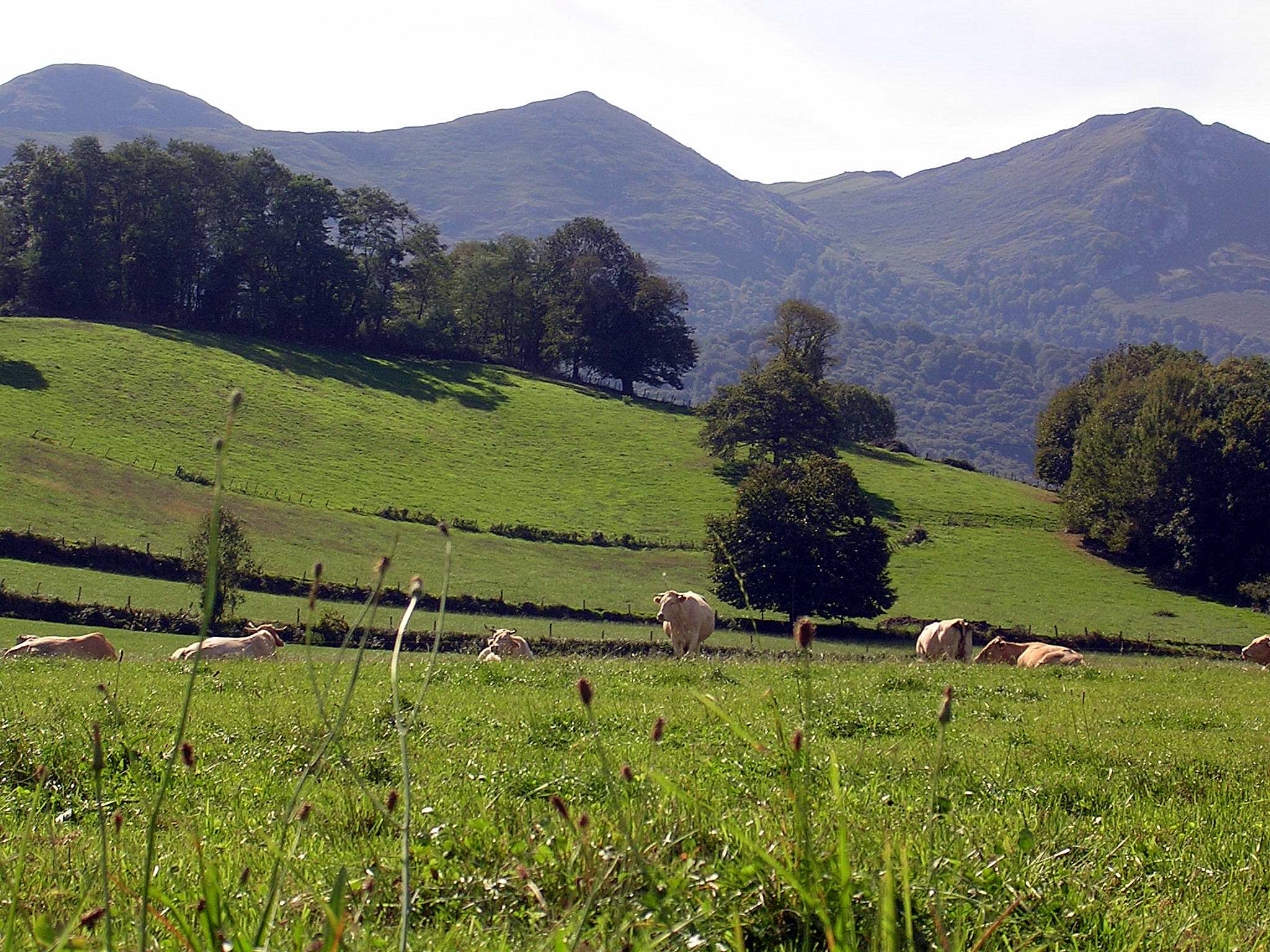
Paysage à Lurbe-Saint-Christau.
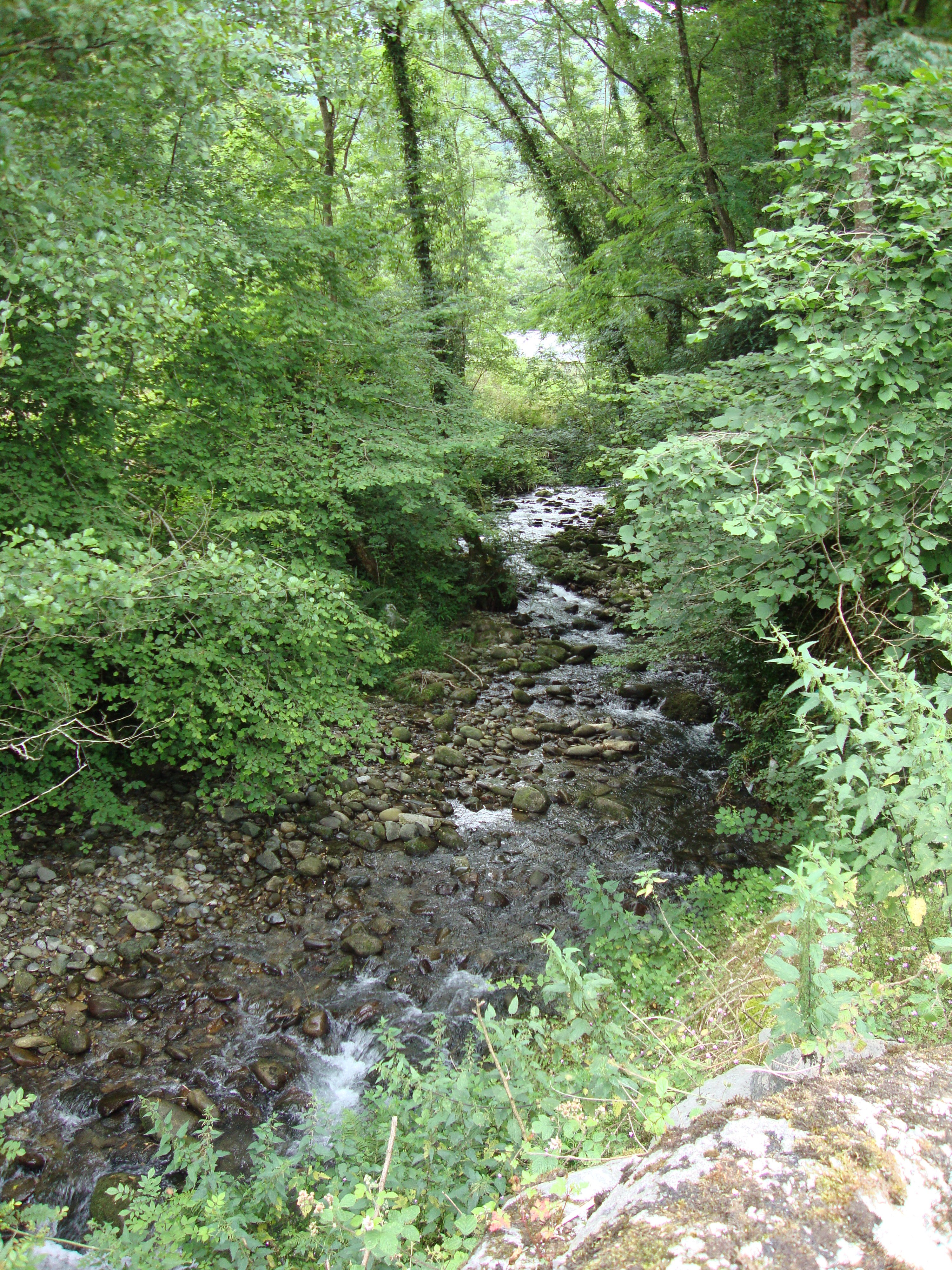
L'Ourteau à Lurbe-Saint-Christau.
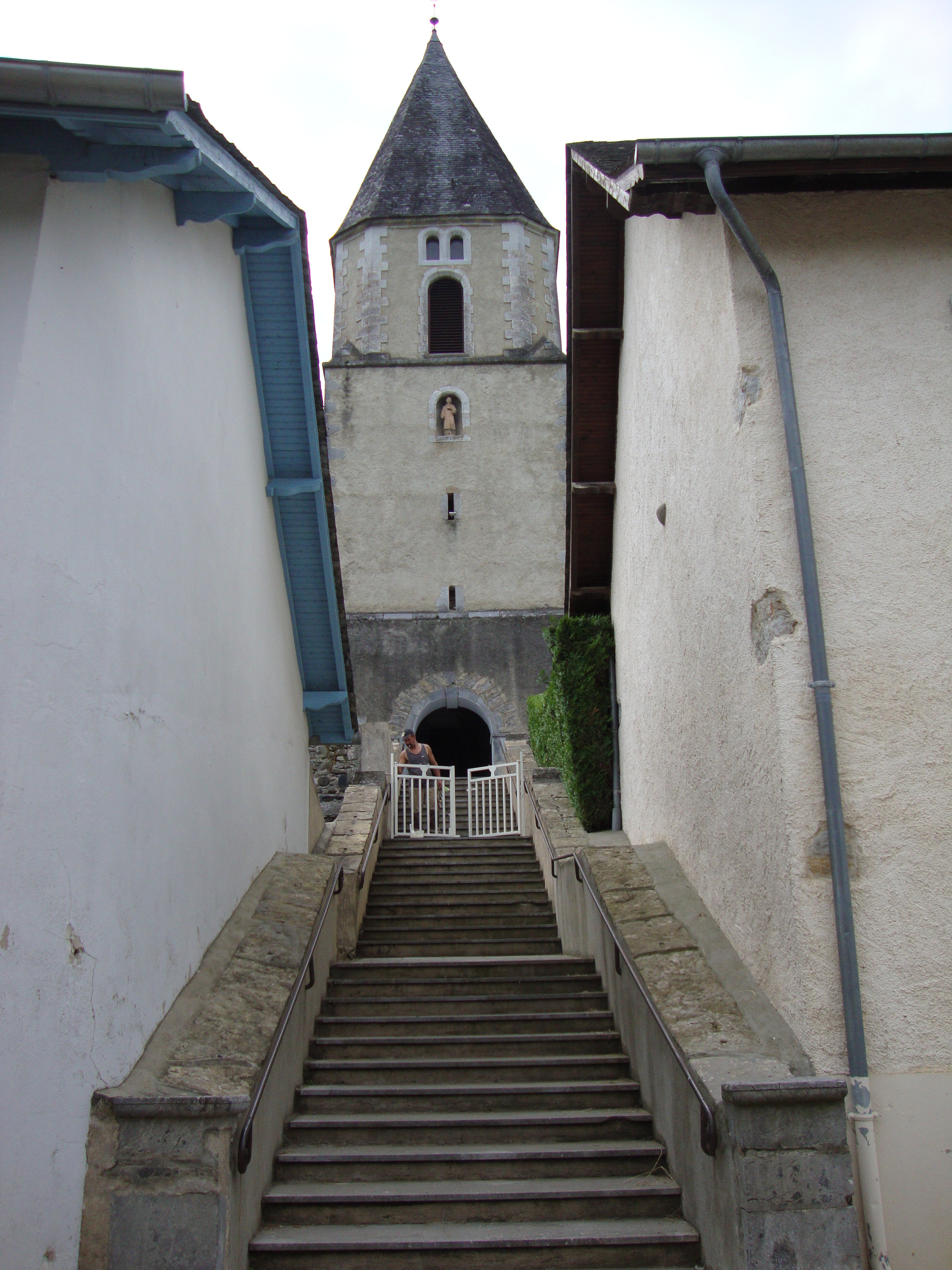
Escalier et tour de l'église.

### Patrimoine civil
La gare de Lurbe-Saint-Christau est en fonction, elle se trouve sur la ligne Pau-Canfranc. Elle est le départ de randonnées à la découverte de la géographie des Pyrénées (Association Géoval).

### Patrimoine religieux
La commune se trouve sur la via Tolosane (ou voie toulousaine), nom latin d'un des quatre chemins de France du pèlerinage de Saint-Jacques-de-Compostelle. De nos jours, son parcours dans la commune est recommandé selon le GR653, qui évite les routes fréquentées par de nombreuses voitures. Ce chemin est venu d'Eysus et traverse St-Christau, avant de passer au village.
L’église Saint-Étienne est située sur le territoire de la commune.

## Personnalités liées à la commune
- Bernard Labourdette (né le 13 août 1946 à Lurbe-Saint-Christau et mort le 20 juillet 2022) est un coureur cycliste professionnel de 1969 à 1977. Il a remporté la 16e étape du Tour de France 1971 à Gourette. Cette année 1971, il finit le tour à la 8e place.